# Карлберг, Карл-Эренфрид
Карл-Эренфрид Карлберг (швед. Carl-Ehrenfried Carlberg; 24 февраля 1889, Стокгольм — 22 января 1962, Стокгольм) — шведский гимнаст, чемпион летних Олимпийских игр 1912 года в командном первенстве по шведской системе. После спортивной карьеры — политический деятель, бизнесмен, идеолог шведского национал-социализма.

## Биография
Уроженец Стокгольма, Карл-Эренфрид служил в Королевском гвардейском Гётском полку шведской армии, обучаясь по инженерной специальности. Во время армейской службы он занимался гимнастикой, в составе шведской сборной выступал на Олимпийских играх 1912 года и завоевал золотую медаль в командном первенстве по шведской системе. Благодаря этой победе он даже своими усилиями открыл институт физической культуры в Лилльсведе, получив образование инженера-строителя. Был активным членом Шведской гимнастической ассоциации. Оставленные по завещанию своим отцом Густавом средства он вложил в создание спортивной народной школы в Вермдё.
Поддерживая статьи журнала «Gymn» о закате западно-европейской цивилизации, Карлберг в 1932 году основал общественно-политическую организацию «Антисемитская ассоциация Манхем», целью которой являлось возрождение шведской нравственности и изгнание вредящих Швеции евреев. Карлберг был основным финансистом организации. В группу вступали члены Национал-социалистической рабочей партии Швеции, Шведской фашистской организации, Новошведского движения, общества дружбы между Швецией и Германией и других партий и общественных организаций, придерживавшихся национал-социалистической идеологии.
В годы Второй мировой войны Карлберг занимался набором военных и гражданских лиц для оказания помощи нацистской Германии, работал в Комитете помощи Германии. К этому моменту он считался одним из самых богатых людей Швеции, вкладывая средства в шведские националистические движения и оказывая поддержку лидеру шведской оппозиции Перу Энгдалю. Издавал журнал «Svea Rike», был главным распространителем неонацистского журнала «Нация Европа» (англ. Nation Europa). В конце жизни он основал собственный фонд помощи детям и подросткам, средства из которого шли на физическое и духовное совершенствование молодого поколения.
Уже после его смерти в 1965 году полиция Швеции обнаружила в его квартире огромный склад оружия и боеприпасов.